# Troglarmadillidium gavdense
Troglarmadillidium gavdense är en kräftdjursart som först beskrevs av Helmut Schmalfuss 1972A.  Troglarmadillidium gavdense ingår i släktet Troglarmadillidium och familjen klotgråsuggor. Inga underarter finns listade i Catalogue of Life.